# Llista de monuments de Sant Boi de Llobregat
Llista de monuments de Sant Boi de Llobregat inclosos en l'Inventari del Patrimoni Arquitectònic Català per al municipi de Sant Boi de Llobregat (Baix Llobregat). Inclou els inscrits en el Registre de Béns Culturals d'Interès Nacional (BCIN) amb la classificació de monuments històrics i els Béns Culturals d'Interès Local (BCIL) de caràcter arquitectònic.
| Monument                                                          | Protecció    | Estil/època                                                     | Localització                                                                      | Coordenades                                                 | Codi?         | Imatge |
| ----------------------------------------------------------------- | ------------ | --------------------------------------------------------------- | --------------------------------------------------------------------------------- | ----------------------------------------------------------- | ------------- | --- |
| Castell de Sant Boi, Hotel El Castell                             | BCIN 1431-MH |                                                                 | Sant Boi de Llobregat C. del Castell, 1                                           | 41° 20′ 42″ N, 2° 02′ 39″ E / 41.345074°N,2.044262°E        | RI-51-0005629 | Castell de Sant Boi (Sant Boi de Llobregat) · Vegeu més fotos d'aquest monument · Carregueu una nova foto d'aquest monument                                               |
| Torre del Fonollar, o Torre de la Vila                            | BCIN 1432-MH | X-XI, XIII-XV, XVII, XVIII-XX                                   | Sant Boi de Llobregat                                                             | 41° 19′ 59″ N, 2° 02′ 04″ E / 41.333099°N,2.034439°E        | RI-51-0005630 | Torre del Fonollar (Sant Boi de Llobregat) · Vegeu més fotos d'aquest monument · Carregueu una nova foto d'aquest monument                                                |
| Torre del Llor                                                    | BCIN 1433-MH | X-XI                                                            | Sant Boi de Llobregat Masia del Llor                                              | 41° 21′ 13″ N, 2° 00′ 50″ E / 41.353667°N,2.013911°E        | RI-51-0005631 | Carregueu una nova foto d'aquest monument |
| Torre de Benviure                                                 | BCIN 1434-MH | XI-XII                                                          | Sant Boi de Llobregat C. Can Paulet                                               | 41° 20′ 37″ N, 2° 01′ 01″ E / 41.343558°N,2.017078°E        | RI-51-0005632 | Torre de Benviure (Sant Boi de Llobregat) · Vegeu més fotos d'aquest monument · Carregueu una nova foto d'aquest monument                                                 |
| Església parroquial de Sant Baldiri                               | BCIL 1990    | Barroc XVIII, XI                                                | Sant Boi de Llobregat Pl. de la Constitució                                       | 41° 20′ 47″ N, 2° 02′ 42″ E / 41.34648°N,2.045125°E         | IPA-19000     | Església de Sant Baldiri (Sant Boi de Llobregat) · Vegeu més fotos d'aquest monument · Carregueu una nova foto d'aquest monument                                          |
| Casa de la Vila                                                   | BCIL 1990    | Eclecticisme XIX                                                | Sant Boi de Llobregat Pl. de l'Ajuntament, 1                                      | 41° 20′ 52″ N, 2° 02′ 36″ E / 41.347649°N,2.043222°E        | IPA-19002     | Casa de la Vila (Sant Boi de Llobregat) · Vegeu més fotos d'aquest monument · Carregueu una nova foto d'aquest monument                                                   |
| Centre Parroquial                                                 | BCIL 1990    | Eclecticisme XIX                                                | Sant Boi de Llobregat Pl. Constitució, 1-3                                        | 41° 20′ 48″ N, 2° 02′ 42″ E / 41.346782°N,2.045049°E        | IPA-19003     | Centre Parroquial (Sant Boi de Llobregat) · Vegeu més fotos d'aquest monument · Carregueu una nova foto d'aquest monument                                                 |
| Biblioteca Municipal - Can Castells                               | BCIL 1990    | Eclecticisme XIX                                                | Sant Boi de Llobregat C. Lluís Castells, 16                                       | 41° 20′ 48″ N, 2° 02′ 18″ E / 41.346545963°N,2.0382428169°E | IPA-19004     | Biblioteca Municipal - Can Castells (Sant Boi de Llobregat) · Vegeu més fotos d'aquest monument · Carregueu una nova foto d'aquest monument                               |
| Can Parés                                                         | BCIL 1990    | Modernisme XX                                                   | Sant Boi de Llobregat Rambla Rafael Casanova, 6                                   | 41° 20′ 51″ N, 2° 02′ 33″ E / 41.347416°N,2.042455°E        | IPA-19005     | Can Parés (Sant Boi de Llobregat) · Vegeu més fotos d'aquest monument · Carregueu una nova foto d'aquest monument                                                         |
| Can Julià                                                         | BCIL 1990    | Obra popular XVIII Inici                                        | Sant Boi de Llobregat Baixada del Mas de les Flors, 1 - c. Bonaventura Calopa, 26 | 41° 20′ 39″ N, 2° 02′ 45″ E / 41.344209°N,2.045895°E        | IPA-19006     | Can Julià (Sant Boi de Llobregat) · Vegeu més fotos d'aquest monument · Carregueu una nova foto d'aquest monument                                                         |
| Cal Drapaire, Can Terrelló                                        | BCIL 1990    | Obra popular XVIII                                              | Sant Boi de Llobregat C. Hospital - c. Vailet                                     | 41° 20′ 50″ N, 2° 02′ 46″ E / 41.347112°N,2.046015°E        | IPA-19007     | Cal Drapaire (Sant Boi de Llobregat) · Vegeu més fotos d'aquest monument · Carregueu una nova foto d'aquest monument                                                      |
| Cal Fraret                                                        | BCIL 1990    | Obra popular, gòtic tardà XVII                                  | Sant Boi de Llobregat Major, 70                                                   | 41° 20′ 48″ N, 2° 02′ 26″ E / 41.346547°N,2.040535°E        | IPA-19009     | Cal Fraret (Sant Boi de Llobregat) · Vegeu més fotos d'aquest monument · Carregueu una nova foto d'aquest monument                                                        |
| Cal Forns                                                         | BCIL 1990    | Obra popular XVIII                                              | Sant Boi de Llobregat L'Alou, 18                                                  | 41° 20′ 49″ N, 2° 02′ 38″ E / 41.346854°N,2.043917°E        | IPA-19010     | Cal Forns (Sant Boi de Llobregat) · Vegeu més fotos d'aquest monument · Carregueu una nova foto d'aquest monument                                                         |
| Cal Garrofa                                                       | BCIL 1990    | Modernisme XX                                                   | Sant Boi de Llobregat Pi i Margall, 50                                            | 41° 20′ 50″ N, 2° 02′ 15″ E / 41.34727085°N,2.0375347137°E  | IPA-19011     | Cal Garrofa (Sant Boi de Llobregat) · Vegeu més fotos d'aquest monument · Carregueu una nova foto d'aquest monument                                                       |
| Cal Manelet                                                       |              | Obra popular XX                                                 | Sant Boi de Llobregat Alou, 30                                                    | 41° 20′ 48″ N, 2° 02′ 40″ E / 41.346694°N,2.044376°E        | IPA-19012     | Cal Manelet (Sant Boi de Llobregat) · Vegeu més fotos d'aquest monument · Carregueu una nova foto d'aquest monument                                                       |
| Cal Pau Petit                                                     | BCIL 1990    | Obra popular XIX Final                                          | Sant Boi de Llobregat Pl. Presas, 3-4 - Comte Borrell                             | 41° 20′ 48″ N, 2° 02′ 29″ E / 41.346755914°N,2.04125225°E   | IPA-19013     | Cal Pau Petit (Sant Boi de Llobregat) · Vegeu més fotos d'aquest monument · Carregueu una nova foto d'aquest monument                                                     |
| Cal Barraquer                                                     | BCIL 1990    | Gòtic tardà, obra popular XIV, XVI                              | Sant Boi de Llobregat Pont, 5 i 7                                                 | 41° 20′ 49″ N, 2° 02′ 44″ E / 41.347028°N,2.04551°E         | IPA-19014     | Cal Barraquer (Sant Boi de Llobregat) · Vegeu més fotos d'aquest monument · Carregueu una nova foto d'aquest monument                                                     |
| Cal Fisas                                                         | BCIL 1990    | Obra popular XVII                                               | Sant Boi de Llobregat C. del Pont - pl. de la Constitució                         | 41° 20′ 49″ N, 2° 02′ 43″ E / 41.346861°N,2.045285°E        | IPA-19016     | Cal Fisas (Sant Boi de Llobregat) · Vegeu més fotos d'aquest monument · Carregueu una nova foto d'aquest monument                                                         |
| Cal Jordana                                                       | BCIL 1990    | Noucentisme XVII                                                | Sant Boi de Llobregat Ebre, 27                                                    | 41° 20′ 53″ N, 2° 02′ 18″ E / 41.34797614°N,2.03834474086°E | IPA-19017     | Cal Jordana (Sant Boi de Llobregat) · Vegeu més fotos d'aquest monument · Carregueu una nova foto d'aquest monument                                                       |
| Cal Massallera                                                    | BCIL 1990    | Modernisme XX                                                   | Sant Boi de Llobregat Vda. Vives, 14                                              | 41° 20′ 32″ N, 2° 02′ 35″ E / 41.342314°N,2.042937°E        | IPA-19018     | Can Massallera (Sant Boi de Llobregat) · Vegeu més fotos d'aquest monument · Carregueu una nova foto d'aquest monument                                                    |
| Can Mateu                                                         | BCIL 1990    | Barroc XVII, XIX Final                                          | Sant Boi de Llobregat C. Major, 58-62                                             | 41° 20′ 48″ N, 2° 02′ 27″ E / 41.346576°N,2.040957°E        | IPA-19019     | Can Mateu (Sant Boi de Llobregat) · Vegeu més fotos d'aquest monument · Carregueu una nova foto d'aquest monument                                                         |
| Can Puig                                                          | BCIL 1990    | Gòtic-Renaixement, obra popular XVI, XVII                       | Sant Boi de Llobregat C. Major, 72-76                                             | 41° 20′ 47″ N, 2° 02′ 25″ E / 41.346428°N,2.040234°E        | IPA-19020     | Can Puig (Sant Boi de Llobregat) · Vegeu més fotos d'aquest monument · Carregueu una nova foto d'aquest monument                                                          |
| Can Rovell, Casa Petita de Can Castells                           | BCIL 1990    | Eclecticisme XIX Final                                          | Sant Boi de Llobregat C. Lluís Castells, 10                                       | 41° 20′ 48″ N, 2° 02′ 19″ E / 41.346534°N,2.038598°E        | IPA-19021     | Can Rovell (Sant Boi de Llobregat) · Vegeu més fotos d'aquest monument · Carregueu una nova foto d'aquest monument                                                        |
| Can Sabadell                                                      | BCIL 1990    | Obra popular, gòtic-renaixement XVII, XIX                       | Sant Boi de Llobregat C. Rutlla, 35-39                                            | 41° 20′ 46″ N, 2° 02′ 24″ E / 41.346218°N,2.039866°E        | IPA-19022     | Can Sabadell (Sant Boi de Llobregat) · Vegeu més fotos d'aquest monument · Carregueu una nova foto d'aquest monument                                                      |
| Can Sílio                                                         | BCIL 1990    | Historicisme XIV, XIX, XX                                       | Sant Boi de Llobregat C. Major, 71                                                | 41° 20′ 47″ N, 2° 02′ 26″ E / 41.346408°N,2.040588°E        | IPA-19023     | Can Cílio (Sant Boi de Llobregat) · Vegeu més fotos d'aquest monument · Carregueu una nova foto d'aquest monument                                                         |
| Can Torrents                                                      | BCIL 1990    | Obra popular, gòtic tardà XV, XVI, XX                           | Sant Boi de Llobregat C. Hospital, 7 - 9                                          | 41° 20′ 51″ N, 2° 02′ 45″ E / 41.347375°N,2.0458°E          | IPA-19024     | Can Torrents (Sant Boi de Llobregat) · Vegeu més fotos d'aquest monument · Carregueu una nova foto d'aquest monument                                                      |
| Cambra Agrària                                                    | BCIL 1990    | Modernisme XIX                                                  | Sant Boi de Llobregat C. Lluís Pascual Roca 6-8                                   | 41° 20′ 38″ N, 2° 02′ 21″ E / 41.34379°N,2.039267°E         | IPA-19025     | Cambra Agrària (Sant Boi de Llobregat) · Vegeu més fotos d'aquest monument · Carregueu una nova foto d'aquest monument                                                    |
| Casa del Doctor Net, Casa dels Metges                             | BCIL 1990    | Eclecticisme XIX                                                | Sant Boi de Llobregat Comte Borrell, 17                                           | 41° 20′ 51″ N, 2° 02′ 27″ E / 41.347405°N,2.040934°E        | IPA-19026     | Casa del Doctor Net (Sant Boi de Llobregat) · Vegeu més fotos d'aquest monument · Carregueu una nova foto d'aquest monument                                               |
| Conjunt del carrer Agramunt, 2-6                                  | BCIL 1990    | Obra popular XVII, XVIII                                        | Sant Boi de Llobregat C. Agramunt, 2-6                                            | 41° 20′ 49″ N, 2° 02′ 39″ E / 41.346916°N,2.044248°E        | IPA-19027     | Conjunt carrer Agramunt 2-6 (Sant Boi de Llobregat) · Vegeu més fotos d'aquest monument · Carregueu una nova foto d'aquest monument                                       |
| Conjunt del carrer Alou                                           | BCIL 1990    | Obra popular XIX                                                | Sant Boi de Llobregat C. l'Alou                                                   | 41° 20′ 50″ N, 2° 02′ 36″ E / 41.347147°N,2.043441°E        | IPA-19028     | Conjunt carrer Alou (Sant Boi de Llobregat) · Vegeu més fotos d'aquest monument · Carregueu una nova foto d'aquest monument                                               |
| Conjunt del carrer Palla, 11-27                                   | BCIL 1990    | Obra popular XIX                                                | Sant Boi de Llobregat C. Palla, 11-27                                             | 41° 20′ 45″ N, 2° 02′ 23″ E / 41.345796°N,2.039611°E        | IPA-19029     | Conjunt carrer Palla, 11-27 (Sant Boi de Llobregat) · Vegeu més fotos d'aquest monument · Carregueu una nova foto d'aquest monument                                       |
| Conjunt del carrer del Pont, carrer Sant Baldiri                  | BCIL 1990    | Gòtic tardà XIV, XV, XVI                                        | Sant Boi de Llobregat C. Pont                                                     | 41° 20′ 49″ N, 2° 02′ 45″ E / 41.346903°N,2.045944°E        | IPA-19030     | Conjunt carrer del Pont (Sant Boi de Llobregat) · Vegeu més fotos d'aquest monument · Carregueu una nova foto d'aquest monument                                           |
| Conjunt del carrer Vermell, carrer Baix                           | BCIL 1990    | Obra popular XVIII, XIX                                         | Sant Boi de Llobregat C. Vermell                                                  | 41° 20′ 50″ N, 2° 02′ 26″ E / 41.347140°N,2.040604°E        | IPA-19031     | Conjunt carrer Vermell (Sant Boi de Llobregat) · Vegeu més fotos d'aquest monument · Carregueu una nova foto d'aquest monument                                            |
| Funerària Vendrell - Can Torres                                   | BCIL 1990    | Obra popular XVIII                                              | Sant Boi de Llobregat C. Lluís Castells, 8 (abans St. Climent)                    | 41° 20′ 48″ N, 2° 02′ 20″ E / 41.346586°N,2.038814°E        | IPA-19034     | Funerària Vendrell - Can Torres (Sant Boi de Llobregat) · Vegeu més fotos d'aquest monument · Carregueu una nova foto d'aquest monument                                   |
| Habitatge al carrer Lluís Castells, 65                            |              | Eclecticisme XIX, XX Inici                                      | Sant Boi de Llobregat C. Lluís Castells, 65                                       | 41° 20′ 46″ N, 2° 02′ 10″ E / 41.346133°N,2.036003°E        | IPA-19035     | Habitatge al carrer Lluís Castells, 65 (Sant Boi de Llobregat) · Vegeu més fotos d'aquest monument · Carregueu una nova foto d'aquest monument                            |
| Habitatge al carrer Major, 49                                     |              | Modernisme XX Inici                                             | Sant Boi de Llobregat C. Major, 49                                                | 41° 20′ 48″ N, 2° 02′ 29″ E / 41.34657°N,2.041461°E         | IPA-19036     | Habitatge al carrer Major, 49 (Sant Boi de Llobregat) · Vegeu més fotos d'aquest monument · Carregueu una nova foto d'aquest monument                                     |
| Habitatge al carrer Major, 62, part de Can Mateu                  |              | Modernisme XX Inici                                             | Sant Boi de Llobregat C. Major, 62                                                | 41° 20′ 48″ N, 2° 02′ 27″ E / 41.346558°N,2.040906°E        | IPA-19037     | Habitatge al carrer Major, 62 (Sant Boi de Llobregat) · Vegeu més fotos d'aquest monument · Carregueu una nova foto d'aquest monument                                     |
| Habitatge al carrer Pi i Margall, 52, part de Can Mateu           |              | Modernisme XX Inici                                             | Sant Boi de Llobregat C. Pi i Margall, 52                                         | 41° 20′ 50″ N, 2° 02′ 15″ E / 41.347297°N,2.037391°E        | IPA-19038     | Habitatge al carrer Pi i Margall, 52 (Sant Boi de Llobregat) · Vegeu més fotos d'aquest monument · Carregueu una nova foto d'aquest monument                              |
| Mosaic al terra de la plaça Catalunya                             | BCIL 1990    | Darreres tendències XX Final                                    | Sant Boi de Llobregat Pl. Catalunya                                               | 41° 20′ 26″ N, 2° 02′ 30″ E / 41.340485°N,2.041571°E        | IPA-19039     | Mosaic terra de la plaça Catalunya (Sant Boi de Llobregat) · Vegeu més fotos d'aquest monument · Carregueu una nova foto d'aquest monument                                |
| Parc Marianao                                                     | BCIL 1990    | Modernisme XIX Final                                            | Sant Boi de Llobregat Parc Urbanització Marianao                                  | 41° 21′ 11″ N, 2° 01′ 23″ E / 41.352949°N,2.023157°E        | IPA-19040     | Parc Marianao (Sant Boi de Llobregat) · Vegeu més fotos d'aquest monument · Carregueu una nova foto d'aquest monument                                                     |
| Palau Marianao                                                    | BCIL 1990    | Historicisme XIX Final                                          | Sant Boi de Llobregat Parc Marianao                                               | 41° 21′ 10″ N, 2° 01′ 22″ E / 41.352684°N,2.022804°E        | IPA-19041     | Palau Marianao (Sant Boi de Llobregat) · Vegeu més fotos d'aquest monument · Carregueu una nova foto d'aquest monument                                                    |
| Parc municipal Torre del Sol                                      | BCIL 1990    | Noucentisme XIX Final                                           | Sant Boi de Llobregat Bardina                                                     | 41° 20′ 45″ N, 2° 02′ 34″ E / 41.345880°N,2.042645°E        | IPA-19043     | Parc municipal Torre del Sol (Sant Boi de Llobregat) · Vegeu més fotos d'aquest monument · Carregueu una nova foto d'aquest monument                                      |
| La Torre del Sol                                                  | BCIL 1990    | Eclecticisme XIX Final, XX Inici                                | Sant Boi de Llobregat C. Joan Bardina, 29                                         | 41° 20′ 46″ N, 2° 02′ 32″ E / 41.346167°N,2.042314°E        | IPA-19044     | La Torre del Sol (Sant Boi de Llobregat) · Vegeu més fotos d'aquest monument · Carregueu una nova foto d'aquest monument                                                  |
| Conjunt urbà de l'Hospital Psiquiàtric                            | BCIL 1990    | Eclecticisme, historicisme XVI, XIX Mitjan, XX Inici, XX Mitjan | Sant Boi de Llobregat C. Doctor Antoni Pujadas - c. Sant Benito Menni             | 41° 21′ 03″ N, 2° 02′ 14″ E / 41.350872°N,2.037143°E        | IPA-19045     | Conjunt urbà de l'Hospital Psiquiàtric (Sant Boi de Llobregat) · Vegeu més fotos d'aquest monument · Carregueu una nova foto d'aquest monument                            |
| Casa d'Extremadura, Sindicats Generals                            | BCIL 1990    | Eclecticisme XIX                                                | Sant Boi de Llobregat C. O'Donnell, 36                                            | 41° 20′ 49″ N, 2° 02′ 27″ E / 41.346903°N,2.040804°E        | IPA-19048     | Casa d'Extremadura (Sant Boi de Llobregat) · Vegeu més fotos d'aquest monument · Carregueu una nova foto d'aquest monument                                                |
| Villa Rosita                                                      | BCIL 1990    | Modernisme XIX Final                                            | Sant Boi de Llobregat Sant Pere, 10-12                                            | 41° 20′ 45″ N, 2° 02′ 43″ E / 41.345727°N,2.045284°E        | IPA-19049     | Villa Rosita (Sant Boi de Llobregat) · Vegeu més fotos d'aquest monument · Carregueu una nova foto d'aquest monument                                                      |
| Cal Penyasco                                                      | BCIL 1990    | Eclecticisme XIX                                                | Sant Boi de Llobregat Camí de cal Penyasco, Marina de Sant Boi.                   | 41° 20′ 24″ N, 2° 03′ 14″ E / 41.339883°N,2.053981°E        | IPA-30908     | Cal Penyasco (Sant Boi de Llobregat) · Vegeu més fotos d'aquest monument · Carregueu una nova foto d'aquest monument                                                      |
| Cal Maurici                                                       | BCIL 1990    | Obra popular XVIII                                              | Sant Boi de Llobregat Creuament dels camins del Penyasco i del Pontarró           | 41° 20′ 18″ N, 2° 03′ 20″ E / 41.338216°N,2.055637°E        | IPA-30909     | Cal Maurici (Sant Boi de Llobregat) · Vegeu més fotos d'aquest monument · Carregueu una nova foto d'aquest monument                                                       |
| Ca l'Hortènsia, Torre Jover                                       | BCIL 1990    | Historicisme XIX                                                | Sant Boi de Llobregat Camí de Can Jover, a la Marina de Sant Boi.                 | 41° 19′ 54″ N, 2° 03′ 34″ E / 41.331755°N,2.059494°E        | IPA-30910     | Ca l'Hortènsia (Sant Boi de Llobregat) · Vegeu més fotos d'aquest monument · Carregueu una nova foto d'aquest monument                                                    |
| Mas Pineda                                                        | BCIL 1990    | Modernisme XX Inici                                             | Sant Boi de Llobregat Camí de Cal Morrongo 19, la Marina de Sant Boi.             | 41° 19′ 42″ N, 2° 03′ 40″ E / 41.328220°N,2.061174°E        | IPA-30911     | Mas Pineda (Sant Boi de Llobregat) · Vegeu més fotos d'aquest monument · Carregueu una nova foto d'aquest monument                                                        |
| Cal Font, Cal Sang, Cal Sanz                                      | BCIL 1990    | Obra popular XIX                                                | Sant Boi de Llobregat Camí antic de Viladecans, la Marina de Sant Boi             | 41° 19′ 36″ N, 2° 03′ 58″ E / 41.326666°N,2.066181°E        | IPA-30912     | Cal Font (Sant Boi de Llobregat) · Vegeu més fotos d'aquest monument · Carregueu una nova foto d'aquest monument                                                          |
| Llar de Sant Josep                                                | BCIL 1990    | Modernisme XX                                                   | Sant Boi de Llobregat C. Riera Basté, 48                                          | 41° 20′ 43″ N, 2° 01′ 58″ E / 41.345198°N,2.032739°E        | IPA-36628     | Llar de Sant Josep (Sant Boi de Llobregat) · Vegeu més fotos d'aquest monument · Carregueu una nova foto d'aquest monument                                                |
| Can Cisterna                                                      | BCIL 1990    | XVIII                                                           | Sant Boi de Llobregat C. Sant Pere Més Alt, 43                                    | 41° 20′ 38″ N, 2° 02′ 42″ E / 41.343857°N,2.045032°E        | IPA-36629     | Can Cisterna (Sant Boi de Llobregat) · Vegeu més fotos d'aquest monument · Carregueu una nova foto d'aquest monument                                                      |
| Església Mare de Déu dels Dolors de l'Hospital Psiquiàtric Femení | BCIL 1990    | Renaixement XVI, XIX                                            | Sant Boi de Llobregat C. Sant Benito Menni                                        | 41° 21′ 03″ N, 2° 02′ 10″ E / 41.350845°N,2.03611°E         | IPA-36630     | Església Mare de Déu dels Dolors de l'Hospital Psiquiàtric Femení (Sant Boi de Llobregat) · Vegeu més fotos d'aquest monument · Carregueu una nova foto d'aquest monument |
| Pavelló Sant Rafael de l'Hospital Psiquiàtric Femení              | BCIL 1990    | Noucentisme XX                                                  | Sant Boi de Llobregat C. Sant Benito Menni                                        | 41° 21′ 02″ N, 2° 02′ 12″ E / 41.35061°N,2.036668°E         | IPA-36631     | Pavelló Sant Rafael de l'Hospital Psiquiàtric Femení (Sant Boi de Llobregat) · Vegeu més fotos d'aquest monument · Carregueu una nova foto d'aquest monument              |
| El Llor, Santa Bàrbara del Llor                                   | BCIL 1990    |                                                                 | Sant Boi de Llobregat Camí del Llor                                               | 41° 21′ 09″ N, 2° 00′ 46″ E / 41.352523°N,2.012731°E        | IPA-36632     | El Llor (Sant Boi de Llobregat) · Vegeu més fotos d'aquest monument · Carregueu una nova foto d'aquest monument                                                           |
| Can Ros del Llor                                                  | BCIL 1990    | XVII                                                            | Sant Boi de Llobregat Camí de Can Salgado                                         | 41° 21′ 27″ N, 2° 01′ 19″ E / 41.357524°N,2.021959°E        | IPA-36633     | Can Ros del Llor (Sant Boi de Llobregat) · Vegeu més fotos d'aquest monument · Carregueu una nova foto d'aquest monument                                                  |
| Pavelló de caça                                                   | BCIL 1990    | XIX                                                             | Sant Boi de Llobregat Camí de Sant Ramon                                          | 41° 20′ 43″ N, 2° 01′ 03″ E / 41.345211°N,2.01749°E         | IPA-36634     | Pavelló de caça (Sant Boi de Llobregat) · Vegeu més fotos d'aquest monument · Carregueu una nova foto d'aquest monument                                                   |
| Ermita de Sant Ramon de les Golbes                                | BCIL 1990    | Historicisme XIX Final                                          | Sant Boi de Llobregat Camí de Sant Ramon                                          | 41° 20′ 16″ N, 2° 00′ 39″ E / 41.337733°N,2.010792°E        | IPA-36635     | Ermita de Sant Ramon de les Golbes (Sant Boi de Llobregat) · Vegeu més fotos d'aquest monument · Carregueu una nova foto d'aquest monument                                |
| Escola pública Benviure                                           | BCIL 1990    | Eclecticisme XIX                                                | Sant Boi de Llobregat C. Can Paulet, 1                                            | 41° 20′ 45″ N, 2° 01′ 20″ E / 41.345914°N,2.022208°E        | IPA-36636     | Escola pública Benviure (Sant Boi de Llobregat) · Vegeu més fotos d'aquest monument · Carregueu una nova foto d'aquest monument                                           |
| Fàbrica Dubler                                                    | BCIL 1990    | XX                                                              | Sant Boi de Llobregat Ctra. de Santa Creu de Calafell, 35                         | 41° 19′ 31″ N, 2° 02′ 20″ E / 41.325196°N,2.039004°E        | IPA-36641     | Carregueu una nova foto d'aquest monument |
| Can Pinyol                                                        | BCIL 1990    | XVI, XVII                                                       | Sant Boi de Llobregat Ctra. del Bori, Eixample                                    | 41° 20′ 48″ N, 2° 01′ 48″ E / 41.34662°N,2.02998°E          | IPA-36642     | Carregueu una nova foto d'aquest monument |
| Cal Nap                                                           | BCIL 1990    | XVIII, XX                                                       | Sant Boi de Llobregat Ctra. del Prat, 42, la Marina                               |                                                             | IPA-36643     | Carregueu una nova foto d'aquest monument |
| Conjunt urbà del barri de Can Bori                                | BCIL 1990    | XVIII                                                           | Sant Boi de Llobregat Ctra. de Sant Climent, 2-56                                 | 41° 20′ 47″ N, 2° 01′ 24″ E / 41.346431°N,2.023274°E        | IPA-36644     | Conjunt urbà del barri de Can Bori (Sant Boi de Llobregat) · Vegeu més fotos d'aquest monument · Carregueu una nova foto d'aquest monument                                |
| Can Bori                                                          | BCIL 1990    | XVIII, XIX                                                      | Sant Boi de Llobregat Ctra. de Sant Climent, 30                                   | 41° 20′ 47″ N, 2° 01′ 20″ E / 41.346441°N,2.022165°E        | IPA-36645     | Can Bori (Sant Boi de Llobregat) · Vegeu més fotos d'aquest monument · Carregueu una nova foto d'aquest monument                                                          |
| Can Balanyà, Ca l'Orelletes                                       | BCIL 1990    | XX                                                              | Sant Boi de Llobregat Ctra. de Viladecans                                         | 41° 18′ 15″ N, 2° 03′ 09″ E / 41.304049°N,2.052487°E        | IPA-36646     | Carregueu una nova foto d'aquest monument |
| Conjunt urbà del nucli antic                                      | BCIL 1990    |                                                                 | Sant Boi de Llobregat Entorn als carrers del Pont, de l'Alou i Lluís Castells     | 41° 20′ 48″ N, 2° 02′ 31″ E / 41.34670°N,2.04196°E          | IPA-36647     | Carregueu una nova foto d'aquest monument |
| Hotel Restaurant El Castell, castell del Puig                     | BCIL 1990    |                                                                 | Sant Boi de Llobregat C. Castell, 1                                               | 41° 20′ 42″ N, 2° 02′ 39″ E / 41.344911°N,2.044234°E        | IPA-36648     | Hotel Restaurant El Castell (Sant Boi de Llobregat) · Vegeu més fotos d'aquest monument · Carregueu una nova foto d'aquest monument                                       |
| Ambulatori - Hospital Psiquiàtric Femení                          | BCIL 1990    | Historicisme XIX                                                | Sant Boi de Llobregat C. Doctor Antoni Pujadas, 38                                | 41° 21′ 00″ N, 2° 02′ 18″ E / 41.34989°N,2.038252°E         | IPA-36650     | Ambulatori - Hospital Psiquiàtric Femení (Sant Boi de Llobregat) · Vegeu més fotos d'aquest monument · Carregueu una nova foto d'aquest monument                          |
| Pavelló de la Immaculada de l'Hospital Psiquiàtric Masculí        | BCIL 1990    | XX                                                              | Sant Boi de Llobregat C. Doctor Antoni Pujadas, 40                                | 41° 21′ 03″ N, 2° 02′ 14″ E / 41.35077°N,2.0372°E           | IPA-36652     | Pavelló de la Immaculada de l'Hospital Psiquiàtric Masculí (Sant Boi de Llobregat) · Vegeu més fotos d'aquest monument · Carregueu una nova foto d'aquest monument        |
| Església de l'Hospital Psiquiàtric Masculí                        | BCIL 1990    | Historicisme XX                                                 | Sant Boi de Llobregat C. Sant Benito Menni                                        | 41° 21′ 04″ N, 2° 02′ 11″ E / 41.350976°N,2.036481°E        | IPA-36653     | Església de l'Hospital Psiquiàtric Masculí (Sant Boi de Llobregat) · Vegeu més fotos d'aquest monument · Carregueu una nova foto d'aquest monument                        |
| Cal Ribera                                                        | BCIL 1990    | Modernisme, noucentisme XX                                      | Sant Boi de Llobregat C. Eusebi Güell, 89-91                                      | 41° 20′ 49″ N, 2° 01′ 44″ E / 41.346838°N,2.028960°E        | IPA-36655     | Cal Ribera (Sant Boi de Llobregat) · Vegeu més fotos d'aquest monument · Carregueu una nova foto d'aquest monument                                                        |
| Can Castellet                                                     | BCIL 1990    | XIX                                                             | Sant Boi de Llobregat C. Jaume I, 24                                              | 41° 20′ 44″ N, 2° 02′ 26″ E / 41.345652°N,2.040630°E        | IPA-36657     | Can Castellet (Sant Boi de Llobregat) · Vegeu més fotos d'aquest monument · Carregueu una nova foto d'aquest monument                                                     |
| Conjunt urbà del carrer la Rapa                                   | BCIL 1990    | XVIII, XIX                                                      | Sant Boi de Llobregat C. la Rapa                                                  | 41° 20′ 44″ N, 2° 02′ 29″ E / 41.345455°N,2.041394°E        | IPA-36658     | Conjunt urbà del carrer la Rapa (Sant Boi de Llobregat) · Vegeu més fotos d'aquest monument · Carregueu una nova foto d'aquest monument                                   |
| Conjunt urbà del carrer Major                                     | BCIL 1990    | XV                                                              | Sant Boi de Llobregat C. Major - pl. Presas - c. Rutlla - pl. de la Vila          | 41° 20′ 48″ N, 2° 02′ 30″ E / 41.346647°N,2.041684°E        | IPA-36659     | Conjunt urbà del carrer Major (Sant Boi de Llobregat) · Vegeu més fotos d'aquest monument · Carregueu una nova foto d'aquest monument                                     |
| Cal Ninyo                                                         | BCIL 1990    | XIX                                                             | Sant Boi de Llobregat C. Major, 43                                                | 41° 20′ 48″ N, 2° 02′ 30″ E / 41.346628°N,2.041676°E        | IPA-36661     | Cal Ninyo (Sant Boi de Llobregat) · Vegeu més fotos d'aquest monument · Carregueu una nova foto d'aquest monument                                                         |
| Can Boneu                                                         | BCIL 1990    | XVII                                                            | Sant Boi de Llobregat C. Major, 55-57                                             | 41° 20′ 47″ N, 2° 02′ 29″ E / 41.346521°N,2.041273°E        | IPA-36662     | Can Boneu (Sant Boi de Llobregat) · Vegeu més fotos d'aquest monument · Carregueu una nova foto d'aquest monument                                                         |
| Conjunt urbà del carrer Miquel                                    | BCIL 1990    | XX                                                              | Sant Boi de Llobregat C. Miquel                                                   | 41° 20′ 43″ N, 2° 01′ 50″ E / 41.345227°N,2.030589°E        | IPA-36663     | Conjunt urbà del carrer Miquel (Sant Boi de Llobregat) · Vegeu més fotos d'aquest monument · Carregueu una nova foto d'aquest monument                                    |
| La Miranda                                                        | BCIL 1990    | Eclecticisme XIX                                                | Sant Boi de Llobregat Pl. de la Miranda                                           | 41° 21′ 10″ N, 2° 01′ 16″ E / 41.352851°N,2.021013°E        | IPA-36664     | La Miranda (Sant Boi de Llobregat) · Vegeu més fotos d'aquest monument · Carregueu una nova foto d'aquest monument                                                        |
| Torre Figueres                                                    | BCIL 1990    | Eclecticisme XIX                                                | Sant Boi de Llobregat C. Pau Claris, 14                                           | 41° 20′ 30″ N, 2° 02′ 16″ E / 41.341629°N,2.037894°E        | IPA-36665     | Torre Figueres (Sant Boi de Llobregat) · Vegeu més fotos d'aquest monument · Carregueu una nova foto d'aquest monument                                                    |
| Escola pública Antoni Tàpies                                      | BCIL 1990    | XX                                                              | Sant Boi de Llobregat C. Pau Claris, 6-8                                          | 41° 20′ 32″ N, 2° 02′ 15″ E / 41.342119°N,2.037473°E        | IPA-36666     | Escola pública Antoni Tàpies (Sant Boi de Llobregat) · Vegeu més fotos d'aquest monument · Carregueu una nova foto d'aquest monument                                      |
| Conjunt urbà del carrer Pi i Margall                              | BCIL 1990    | XX                                                              | Sant Boi de Llobregat C. Pi i Margall, 70-180 i 87-169                            | 41° 20′ 49″ N, 2° 02′ 03″ E / 41.346890°N,2.034215°E        | IPA-36667     | Conjunt urbà del carrer Pi i Margall (Sant Boi de Llobregat) · Vegeu més fotos d'aquest monument · Carregueu una nova foto d'aquest monument                              |
| Can Gratacós                                                      | BCIL 1990    | XX                                                              | Sant Boi de Llobregat C. Pi i Margall, 182                                        | 41° 20′ 49″ N, 2° 01′ 50″ E / 41.346905°N,2.030680°E        | IPA-36669     | Can Gratacós (Sant Boi de Llobregat) · Vegeu més fotos d'aquest monument · Carregueu una nova foto d'aquest monument                                                      |
| Ca l'Escardívol                                                   | BCIL 1990    | XX                                                              | Sant Boi de Llobregat Rbla. Rafael de Casanova, 32-32 bis                         | 41° 20′ 52″ N, 2° 02′ 29″ E / 41.347881°N,2.041445°E        | IPA-36670     | Ca l'Escardívol (Sant Boi de Llobregat) · Vegeu més fotos d'aquest monument · Carregueu una nova foto d'aquest monument                                                   |
| Conjunt urbà del carrer Raurich                                   | BCIL 1990    | XIX, XX                                                         | Sant Boi de Llobregat C. Raurich                                                  | 41° 20′ 45″ N, 2° 02′ 01″ E / 41.345958°N,2.033536°E        | IPA-36671     | Conjunt urbà del carrer Raurich (Sant Boi de Llobregat) · Vegeu més fotos d'aquest monument · Carregueu una nova foto d'aquest monument                                   |
| Casa Teresa Figueres                                              | BCIL 1990    | Eclecticisme XIX                                                | Sant Boi de Llobregat C. Raurich, 30                                              | 41° 20′ 46″ N, 2° 02′ 00″ E / 41.345991°N,2.033223°E        | IPA-36672     | Casa Teresa Figueres (Sant Boi de Llobregat) · Vegeu més fotos d'aquest monument · Carregueu una nova foto d'aquest monument                                              |
| Cal Nes                                                           | BCIL 1990    | XVI, XVII                                                       | Sant Boi de Llobregat C. Sant Pere, 6-8                                           | 41° 20′ 46″ N, 2° 02′ 43″ E / 41.346085°N,2.045331°E        | IPA-36673     | Cal Nes (Sant Boi de Llobregat) · Vegeu més fotos d'aquest monument · Carregueu una nova foto d'aquest monument                                                           |